# 郑庵镇
郑庵镇，是中华人民共和国河南省郑州市中牟县下辖的一个乡镇级行政单位。

## 行政区划
郑庵镇下辖以下地区：
范庄村、潘店寨村、螺车湖村、白庄村、坡刘村、小杜庄村、前杨村、大庄村、东赵村、黑牛张村、砚台寺村、台前村、郑油磨村、大汾店村、郝庄村、刘巧村、贾庄村、前李庄村、后李庄村、占杨村、朱博士村、毕虎村、刘圪瘩村、徐庄村、桃村李村、后路俭村、前路俭村、韩河村、贾堂村、路庄村、常庄村、刘庄村、小庄村和彦张村。